# Energieszenarien für ein Energiekonzept der Bundesregierung
Im Koalitionsvertrag für die 17. Legislaturperiode haben CDU/CSU und FDP vereinbart, im Laufe des Jahres 2010 ein Energiekonzept vorzulegen, das szenarienbezogene Leitlinien für eine saubere, zuverlässige und bezahlbare Energieversorgung formuliert.
Basis für das Energiekonzept sind eine Referenzentwicklung sowie vier unterschiedliche Zielszenarien zur künftigen Energieversorgung Deutschlands, die von der Arbeitsgemeinschaft Prognos AG, Energiewirtschaftliches Institut der Universität zu Köln und der Gesellschaft für wirtschaftliche Strukturforschung GmbH (GWS) erarbeitet wurden (S. 1).
Die wesentlichen Annahmen für die Szenarien wurden in einer fortlaufenden Diskussion zwischen Auftraggebern, dem Bundesministerium für Wirtschaft und Technologie (BMWi) und dem Bundesministerium für Umwelt, Naturschutz, Bau und Reaktorsicherheit (BMU), und den Gutachtern entwickelt. Die Ministerien beauftragten die Gutachter, Szenarien für Laufzeitverlängerungen von 4, 12, 20 und 28 Jahren der deutschen Kernkraftwerke zu berechnen. Für die Nachrüstkosten der Kernkraftwerke wurden zudem zwei Datensätze festgelegt. Der erste Satz beruht auf einem Vorschlag der Gutachter; ein zweiter Datensatz wurde vom BMU definiert und den Gutachtern zur Verfügung gestellt. Die vier Zielszenarien wurden jeweils mit beiden Nachrüstkostensätzen berechnet (S. 1).

## Annahmen
Die Basis aller Annahmen stellt der Koalitionsvertrag und die daraus hervorgegangene Verlängerung der Laufzeiten der Kernkraftwerke dar. Ob eine Laufzeitverlängerung gesamtwirtschaftlich sinnvoll ist, wurde somit in den Energieszenarien nicht geprüft. Der Koalitionsvertrag von CDU/CSU und FDP lässt nur die Dauer der Laufzeitverlängerung (S. 4) und die Höhe der zu veranschlagenden Nachrüstkosten offen.
In allen Szenarien soll eine Reduktion der Treibhausgasemissionen um mindestens 85 % bis zum Jahr 2050 gegenüber 1990 realisiert werden. Das Energiekonzept der Bundesregierung gibt als Ziele vor, dass der Anteil der erneuerbaren Energien am Primärenergieverbrauch im Jahr 2050 bei etwa 50 % liegen soll und die Primärenergieproduktivität in Deutschland pro Jahr um 2,1 % steigt (unter Annahme eines jährlichen Wachstums von lediglich 0,8 %). In den Energieszenarien wurde für die Zielszenarien eine Steigerung der Primärenergieproduktivität um 2,49–2,55 % pro Jahr festgelegt und die Endenergieproduktivität steigt für den Zeitraum 2008 bis 2050 um 2,12–2,17 %/a (S. 139).

## Struktur
Die Szenarienrechnungen unterscheiden zwei Arten von Vorausschau auf die künftige energiewirtschaftliche Entwicklung.
- Das Referenzszenario stellt eine Entwicklung dar, die sich einstellen könnte, wenn die bislang angelegten Politiken – also vor allem der Ausstieg der rot-grünen Bundesregierung im Jahr 2000 aus der Kernenergie – in die Zukunft fortgeschrieben werden. Dabei wird angenommen, dass die Politik nicht auf dem heutigen Stand verharrt, sondern auch zukünftig Anpassungen vorgenommen werden, die die in der Vergangenheit beobachteten Trends fortschreiben.
- Die Szenarien I bis IV sind Zielszenarien mit unterstellten Laufzeitverlängerungen von 4, 12, 20 oder 28 Jahren, in denen Vorgaben für die Minderung der energiebedingten Treibhausgasemissionen und für den Anteil der Erneuerbaren Energien zu erreichen sind. Die Zielszenarien I bis IV wurden mit zwei unterschiedlichen Sätzen von Nachrüstkosten für die Laufzeitverlängerung der Kernkraftwerke berechnet (S. 3).[3]

## Zur Zielerreichung unterstellte Maßnahmen (Strom)
Es erfolgt eine starke Reduzierung der Stromnachfrage in Deutschland von 20 % bis 24 % (S. 33) in den Zielszenarien bis 2050 sowie eine leichte Reduzierung der Stromnachfrage in Europa (S. 36).
Der Ausbau der Erneuerbaren Energien wird in Deutschland und Europa bis 2020 durch eine Fortschreibung bestehender Fördersysteme fortgeführt. Ab 2020 wird der Ausbau der Erneuerbaren Energien europaweit kostenorientiert vorangetrieben werden (S. 37–39).
Zur Zielerreichung bezüglich der Stromnetze kommt es zu einem starken Ausbau der europäischen Kuppeln, also der Verbindungen zwischen den nationalen Stromnetzen, um das Dreifache bis 2050, zu einem Ausbau der innerdeutschen Hochspannungsleitungsnetze und zur Verbesserung der kommunikativen Vernetzung und Steuerung der Netze („Smart Grids“) (S. 37–40).
Auch Investitionsanreize müssen gewährleistet werden. Bis 2050 wird es sowohl einen höheren Bedarf an Reservekapazitäten mit wenig Volllaststunden geben als auch eine Weiterentwicklung des Marktdesigns (S. 37–40).
Die letzte Maßnahme, die zur Zielerreichung unterstellt wurde, ist die gesellschaftliche Akzeptanz und die Sicherstellung des rechtlichen Rahmens der Carbon Capture and Storage-Technologie (CCS) bis zum Jahr 2025 (S. 43). Unter „CCS“ versteht man das Abscheiden von CO2 aus den Abgasen fossiler Kraftwerke und die dauerhafte, behälterlose Lagerung dieses CO2 in tiefen unterirdischen Gesteinsschichten.

## Ergebnisse
In allen Zielszenarien wird das vorgegebene Reduktionsziel der CO2-Emissionen von 85 % zwischen 1990 und 2050 erreicht oder leicht übererfüllt. Im Referenzszenario verringern sich die energiebedingten Treibhausgasemissionen (THG) zwischen 1990 und 2020 um 34,6 %. Im Jahr 2020 weist die THG-Minderung im Vergleich zu 1990 in den einzelnen Szenarien eine Spanne von 39,9 % (Szenario IV B) bis 44,2 % (Szenario II A) auf. Im Wesentlichen beruht dieser Unterschied auf Differenzen in der Struktur der Stromerzeugung (S. 5–6).
Der Primärenergieverbrauch verringert sich zwischen 2008 und 2050 in den Zielszenarien um etwas mehr als 50 %. Der Anteil fossiler Energieträger halbiert sich bis 2050 etwa – je nach Zielszenario – auf 41 % bis 43 %; Erneuerbare Energien tragen dann mit rund 50 % zur Deckung des Primärenergiebedarfs bei. Im Referenzszenario beträgt der Verbrauchsrückgang bis 2050 rund 34 % (S. 6–7).
Der Endenergieverbrauch geht in den Zielszenarien von 2008 bis 2050 um rund 43 % zurück, der Verbrauch an fossilen Energieträgern um 73 % bis 75 %. Der Einsatz Erneuerbarer Energien liegt 2050 um den Faktor 3,5 höher als 2008. Im Jahr 2050 decken also fossile Energieträger – je nach Szenario – zwischen 30 % und 33 % des Endenergieverbrauchs], auf Strom entfallen 28 % bis 30 % (S. 7–8).
Der Anteil der fossil basierten Stromerzeugung geht in den Zielszenarien auf 19 % bis 24 % zurück (Referenz: 46 %; Anteile an der jeweiligen Bruttostromerzeugung). Unterschiedlich lange Laufzeiten von Kernkraftwerken (4, 12, 20 oder 28 Jahre) haben Auswirkungen auf das Stromsystem. Kürzere Laufzeiten führen zu einer vergleichsweise höheren Auslastung des übrigen Kraftwerksparks, einer späteren Stilllegung bestehender Kraftwerke sowie zu früherem Kraftwerksneubau und mehr Stromimporten (S. 9–10).
Die gesamtwirtschaftliche Energieproduktivität – gemessen als Wirtschaftsleistung in Relation zum Primärenergieträgereinsatz (PJ) – erhöht sich im Betrachtungszeitraum in den Zielszenarien zwischen 2,49 % p. a. und 2,55 % p. a., in der Referenz nur um 1,8 % (S. 10–11).
Die Nutzung der Erneuerbaren Energien verdreifacht sich in den Zielszenarien zwischen 2008 und 2050. Im Jahr 2050 decken sie rund 50 % des Primärenergiebedarfs (Referenz: knapp 32 %) (S. 11–12).

## Kritik
Von Seiten verschiedener Medien wurde verschiedentlich die Neutralität des Gutachtens angezweifelt.